# Дергачёвский район (Саратовская область)
Дергачёвский район — административно-территориальная единица (район) и муниципальное образование (муниципальный район) в Саратовской области России.
Административный центр — рабочий посёлок Дергачи.

## География
Район расположен в восточной части области на Сыртовой равнине в бассейне реки Алтата (приток Большого Узеня). Это самый большой по площади административный район области.
Территория района — 4,5 тыс. км².
Протяжённость автодорог общего пользования с твёрдым покрытием — 303,5 км.

## История
Район образован 23 июля 1928 года в составе Пугачёвского округа Нижне-Волжского края. В его состав вошла территория бывшей Дергачевской волости Новоузенского уезда Саратовской губернии.
С 10 января 1934 года район в составе Саратовского края, с 5 декабря 1936 года — в Саратовской области. 19 мая 1960 года к Дергачёвскому районы была присоединена часть территории упразднённого Новорепинского района.

## Население
| 1989    | 2002    | 2009    | 2010    | 2011    | 2012    |
| ------- | ------- | ------- | ------- | ------- | ------- |
| 30 138  | ↘26 043 | ↘23 242 | ↘21 104 | ↘21 083 | ↘20 543 |
| 2013    | 2014    | 2015    | 2016    | 2017    | 2018    |
| ↘20 161 | ↘19 848 | ↘19 433 | ↘19 031 | ↘18 656 | ↘18 308 |
| 2019    | 2020    | 2021    |         |         |         |
| ↘17 897 | ↘17 460 | ↘16 622 |         |         |         |

### Урбанизация
В городских условиях (рабочий посёлок Дергачи) проживают 44,56 % населения района.

### Национальный состав
Преобладает русское, татарское, казахское население. Имеются места компактного проживания отдельных национальностей: сёла Алтата, Верхазовка, Сафаровка — татары, посёлки Цементный, Заречный, Озёрный, Прудовой — казахи.
| №  | Национальность | 1939 год        | 2010 год        |
| -- | -------------- | --------------- | --------------- |
| 1  | Русские        | 17 981 (62,7 %) | 11 014 (52,5 %) |
| 2  | Казахи         | 3 067 (10,7 %)  | 4 627 (22,1 %)  |
| 3  | Татары         | 4 095 (14,2 %)  | 3 861 (18,4 %)  |
| 4  | Курды          | -               | 332 (1,6 %)     |
| 5  | Украинцы       | 1 941 (6,8 %)   | 208 (1,0 %)     |
| 6  | Белорусы       | 56              | 231 (1,1 %)     |
| 7  | Чуваши         | 25              | 170 (0,8 %)     |
| 8  | Мордва         | 411 (1,4 %)     | 59 (0,3 %)      |
| 9  | Немцы          | 1 010 (3, 5 %)  | 8               |
| 10 | Другие         | 99              | 594             |
| 11 | Не указали     | 1               | 139             |
| 12 | Всего          | 28 686          | 21 104          |

## Муниципально-территориальное устройство
В Дергачёвский муниципальный район входят 10 муниципальных образований, в том числе 1 городское поселение и 9 сельских поселений:
| №        | Муниципальное образование              | Административный центр  | Количество населённых пунктов | Население | Площадь, км2 |
| -------- | -------------------------------------- | ----------------------- | ----------------------------- | --------- | ------------ |
| 1e-06    | Городское поселение:                   |                         |                               |           |              |
| 1        | Дергачёвское муниципальное образование | рабочий посёлок Дергачи | 4                             | ↘8593     | 455,17       |
| 1.000002 | Сельские поселения:                    |                         |                               |           |              |
| 2        | Верхазовское муниципальное образование | село Верхазовка         | 1                             | ↘467      | 185,03       |
| 3        | Восточное муниципальное образование    | посёлок Восточный       | 2                             | ↗282      | 355,54       |
| 4        | Демьясское муниципальное образование   | село Демьяс             | 6                             | ↘1337     | 574,16       |
| 5        | Зерновское муниципальное образование   | посёлок Зерновой        | 8                             | ↘1014     | 655,92       |
| 6        | Камышевское муниципальное образование  | село Камышево           | 5                             | ↗1259     | 702,83       |
| 7        | Октябрьское муниципальное образование  | посёлок Октябрьский     | 6                             | ↘569      | 494,11       |
| 8        | Орошаемое муниципальное образование    | посёлок Орошаемый       | 6                             | ↗1436     | 568,12       |
| 9        | Сафаровское муниципальное образование  | село Сафаровка          | 1                             | ↘573      | 195,73       |
| 10       | Советское муниципальное образование    | посёлок Советский       | 3                             | ↘1092     | 313,04       |

В рамках организации местного самоуправления в 2005 году в новообразованном муниципальном районе были созданы 1 городское и 12 сельских поселений. В 2016 году из них были упразднены следующие муниципальные образования: Петропавловское (включено в Дергачёвское), Мирное (включено в Зерновское), Жадовское (включено в Камышевское).

## Населённые пункты
В Дергачёвском районе 42 населённых пункта, в том числе 41 сельский и 1 городской (рабочий посёлок)..
| №  | Населённый пункт | Тип             | Население | Муниципальное образование |
| -- | ---------------- | --------------- | --------- | ------------------------- |
| 1  | Алтата           | село            | ↘561      | Орошаемое                 |
| 2  | Антоновка        | село            | ↘513      | Дергачёвское              |
| 3  | Васильевка 1-я   | посёлок         | ↘297      | Дергачёвское              |
| 4  | Верхазовка       | село            | ↘467      | Верхазовское              |
| 5  | Восточный        | посёлок         | ↘446      | Восточное                 |
| 6  | Гореловский      | посёлок         | ↘138      | Советское                 |
| 7  | Демьяс           | село            | ↘750      | Демьясское                |
| 8  | Дергачи          | рабочий посёлок | ↘7406     | Дергачёвское              |
| 9  | Жадовка          | село            | ↘303      | Камышевское               |
| 10 | Заречный         | посёлок         | ↘219      | Орошаемое                 |
| 11 | Зерновой         | посёлок         | ↘456      | Зерновское                |
| 12 | Золотуха         | село            | ↘164      | Зерновское                |
| 13 | Ильинка          | посёлок         | 27        | Зерновское                |
| 14 | Казачка          | посёлок         | 76        | Орошаемое                 |
| 15 | Камышево         | село            | ↘481      | Камышевское               |
| 16 | Комсомольский    | посёлок         | 21        | Зерновское                |
| 17 | Красная Речка    | село            | 63        | Октябрьское               |
| 18 | Красноозерный    | посёлок         | ↘519      | Октябрьское               |
| 19 | Лесной           | посёлок         | ↘59       | Камышевское               |
| 20 | Мирный           | посёлок         | ↘479      | Зерновское                |
| 21 | Натальино        | село            | ↘114      | Демьясское                |
| 22 | Новозизевка      | село            | 6         | Октябрьское               |
| 23 | Новоросляевка    | село            | ↘535      | Демьясское                |
| 24 | Озёрный          | посёлок         | 28        | Орошаемое                 |
| 25 | Октябрьский      | посёлок         | ↘330      | Октябрьское               |
| 26 | Орошаемый        | посёлок         | ↘679      | Орошаемое                 |
| 27 | Первомайский     | посёлок         | ↘717      | Камышевское               |
| 28 | Петропавловка    | село            | ↘640      | Дергачёвское              |
| 29 | Прудовой         | посёлок         | ↘132      | Камышевское               |
| 30 | Рабочий          | посёлок         | ↘123      | Советское                 |
| 31 | Радуевка         | посёлок         | ↘109      | Демьясское                |
| 32 | Садовка          | посёлок         | ↘232      | Орошаемое                 |
| 33 | Сафаровка        | село            | ↘573      | Сафаровское               |
| 34 | Свободный        | посёлок         | ↘235      | Зерновское                |
| 35 | Славин           | посёлок         | ↘72       | Демьясское                |
| 36 | Славный          | посёлок         | ↘118      | Зерновское                |
| 37 | Советский        | посёлок         | ↗1073     | Советское                 |
| 38 | Степной          | посёлок         | ↘93       | Октябрьское               |
| 39 | Тимонин          | посёлок         | ↘226      | Демьясское                |
| 40 | Уфимовский       | посёлок         | ↘123      | Октябрьское               |
| 41 | Цементный        | посёлок         | 29        | Восточное                 |
| 42 | Чабанский        | посёлок         | 19        | Зерновское                |

### Упразднённые населённые пункты
В 2016 году упразднены посёлок Хорольский, входивший в Восточное муниципальное образование, посёлок Матвеевка и железнодорожный разъезд Новоросляевский, входившие в Демьясское муниципальное образование, железнодорожный разъезд Транспортный, входивший в Дергачёвское муниципальное образование, посёлок Советский, входивший в Камышевское муниципальное образование.

## Герб
На гербе и флаге Дергачёвского района изображена птица дергач, которая обитает в этих краях. Птица с голубыми глазами и золотыми клювом и лапами изображена на красном фоне. В левой части — герб Саратовской области.

## Экономика
Основа экономики — сельское хозяйство, производятся зерновые, мясо, молоко, продукция птицеводства.
Промышленные предприятия связаны с переработкой сельскохозяйственного сырья. В 40 километрах к северу от посёлка Дергачи было открыто первое в области месторождение газа (1906).

## Достопримечательности
В районе много археологических памятников, в их числе 34 поселения бронзового века, 2 неолитские стоянки, 10 курганных групп (крупнейшая — Алтатинская).Есть ещё в Дергачевском районе уникальный исторический гидротехнихнический объект - Алтатинская система лиманного орошения построенная в 1913г на территории сегодняшнего Орошаемского муниципального образования, названа по имени соседнего с Алтата (п Орошаемый ещё не было). Сейчас этот объект заброшен и никому не нужен и постепенно разрушается, хотя долгие годы верно служил с/зу Алтатинской - на заливных лугах около 2500 га выращивалось сено для совхозного стада и ЛПХ населения, после реорганизации хозяйства в 90 гг оказалась никому не нужной и заброшенной, раскомплектовали механизмы ворот охотники за металлом и сами деревянные ворота(шандоры), при обращении инициативой группы п Орошаемый к главе района Мурзакову СН и депутату Госдумы Панкову НВ приехала комиссия из Сароблмелиоводхоза и без участия обществвенников осмотрела часть объекта и после уже повторного обращения к Панкову НВ прислала стандартный ответ о том что объект заброшен и разрушается и бесхозный и соответственно нет никакой надобности в его восстановлении, мы просим провести небольшой ремонт плотин и ГТС чтобы подростки на мотоциклах не попали в аварию тк нет перил и отбойные трубы отошли от проезжей части а 4-воротний мост размыт до основания и проран метров 4 в ширину и глубину представляет огромную опасность! ( в дополнение к этому во время паводка 2024г половина 4-х воротнего моста рухнула вниз а длина оврага от размытой плотины у р Алтата составляет 640метров в сторону п Орошаемый).